# Nîrkiv, Zalișciîkî
Nîrkiv (în ucraineană Нирків) este localitatea de reședință a comunei Nîrkiv din raionul Zalișciîkî, regiunea Ternopil, Ucraina.

## Demografie
Componența lingvistică a localității Nîrkiv
     Ucraineană (99,9%)
     Alte limbi (0,1%)
Conform recensământului din 2001, majoritatea populației localității Nîrkiv era vorbitoare de ucraineană (99,9%), existând în minoritate și vorbitori de alte limbi.